# 네헤미아 퍼소프
네헤미아 퍼소프(영어: Nehemiah Persoff, 1919년 8월 2일~2022년 4월 5일)는 미국의 배우, 화가이다.

## 출연 작품
- 피블의 모험 4(1999년)
- 피블의 모험 3(1998년) - 파파 목소리 역
- 피블의 모험 2(1991년)
- 그리스도 최후의 유혹(1988년)
- 피블의 모험(1986년) - 파파 마우스키위츠 목소리 역
- 엔틀(1983년) - 파파 역
- 오하라의 아내(1982년)
- 배드 캣츠(1980년)
- 천국의 문(영어판)(1979년)
- 용감한 형제(1977년)
- 세인트 루이스호의 대학살(1976년)
- 사이코 킬러(1975년)
- 드라큐라(1973년) - 닥터 반 헬싱 역
- 더 파워(1968년)
- 최고의 이야기(1965년)
- 글로벌 어페어(1964년)
- 코만체로스(1961년)
- 추격(1959년)
- 네버 스틸 애니씽 스몰(1959년)
- 녹색의 장원(1959년)
- 알 카포네(1959년)
- 뜨거운 것이 좋아(1959년)
- 낙동강전투 최후의 고지전(1957년)
- 와일드 파티(1956년)
- 하더 데이 폴(1956년)
- 오인(1956년)
- 워터프론트(1954년)

### 텔레비전
- 수사관 맥클라우드(1970년)
- 닥터 웰비(1969년)
- 하와이 5-0수사대(1968년)
- 제5전선(1966년)
- 서부를 향해 달려라(1965년)
- 딜론 보안관(1955년)
- 디즈니랜드(1954년)
- 꿈꾸는 낙원(1978년)
- 유물 (1978, The Word)